# فقر الدم بخلل تكون الكريات الحمر الخلقي - النوع الثاني
فقر الدم بخلل تكون الكريات الحمر الخلقي - النوع الثاني (بالإنجليزية: Congenital dyserythropoietic anemia type II ومختصره CDA II)‏ أو تعدد نوى الأرومة الحمراء الوراثي مع اختبار المصل المحمض الإيجابي (بالإنجليزية: hereditary erythroblastic multinuclearity with positive acidified serum lysis test ومختصره HEMPAS)‏ هو فقر دم وراثي نادر يمتاز بتعدد نوى أرومات الحمراء وأن نتيجة اختبار المصل المحمض إيجابية.

## الوراثة
يحدث هذا المرض بسبب طفرة في مورثة SEC23B.
| النوع | الوراثة المندلية البشرية عبر الإنترنت | المورثة | الموقع  |
| ----- | ------------------------------------- | ------- | ------- |
| CDAN2 | 224100                                | SEC23B  | 20p11.2 |

## الوصف
يتصف فقر الدم بخلل تكون الكريات الحمر الخلقي - النوع الثاني بوجود فقر دم معتدل إلى شديد، ويصاب أغلب الأشخاص باليرقان وضخامة الكبد والطحال. كما تترسب مكونات صلبة في المرارة لتكوين الحصاة الصفراوية البيليروبينية. يشخص هذا النوع عادة خلال المراهقة أو خلال فترة مبكرة من البلوغ. يحدث تراكم الحديد غير الطبيعي عادة بعد سن العشرين سنة ويؤدي إلى مضاعفات مرض القلب والسكري وتشمع الكبد.

## العلاج
يتضمن العلاج نقل الدم المتكرر واستعمال العلاج بالاستخلاب. يحتمل الشفاء عن طريق زراعة نخاع العظم والعلاج الجيني.